# Jefferson (stát)

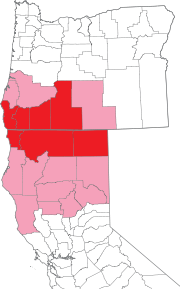
Červeně označeno původní území Jeffersonu. Současní separatisté požadují také oblasti vybarvené růžově

Jefferson byl nový stát americké Unie, který chtěla vytvořit skupina lidí z nejsevernější části Kalifornie a jihozápadního Oregonu. Jde o odlehlou a chudou, převážně zemědělskou oblast, která se cítila tradičně přehlížena administrativou obou států. Měl být pojmenován podle prezidenta Thomase Jeffersona, za jehož vlády Lewisova a Clarkova expedice prozkoumala severozápad dnešních USA.

## Geografie
Stát měly tvořit okresy Curry County, Josephine County, Jackson County, Klamath County (Oregon) a Del Norte County, Siskiyou County a Modoc County (Kalifornie). Stát by s rozlohou 55 295 km² a zhruba 450 000 obyvateli patřil k nejmenším a nejméně lidnatým státům USA. Za hlavní město bylo vybrána Yreka. Nejvyšší horou státu by byla Mount Shasta (4316 m).

## Dějiny

Vlajka

V říjnu 1941 starosta města Port Orford Gilbert Gable navrhl vytvoření nového (tehdy 49.) státu Unie. 27. listopadu skupina ozbrojených demonstrantů na podporu tohoto požadavku přerušila dopravu u města Yreka. Guvernérem se prohlásil John C. Childs. Diskuse o vytvoření nového státu však utichly poté, co 2. prosince Gilbert Gable zemřel a 7. prosince zaútočili Japonci na Pearl Harbor. Kvůli válce se požadavky Jeffersoňanů nikdo nezabýval. Znovu se objevily na scéně v roce 1989, kdy začalo vysílat Jefferson Public Radio. Jedním z argumentů pro oddělení Jeffersonu je fakt, že zde na rozdíl od zbytku Kalifornie a Oregonu ve volbách tradičně vítězí Republikánská strana USA. Současné jeffersonské hnutí však nemá velkou politickou podporu a připomíná spíše mikronárod.

## Symboly
Jeffersonské hnutí také vytvořilo své symboly. Státním znakem Jeffersonu byla pánev na rýžování zlata s dvěma úhlopříčnými křížky, symbolizujícími přerušení vazeb na Kalifornii i Oregon. Státním heslem bylo State of Mind (slovní hříčka: Stát ducha nebo také Stav mysli).